# Lista di compagnie aeree defunte degli Stati Uniti
Quello che segue è un elenco di compagnie aeree defunte degli Stati Uniti. Tuttavia, alcune di queste compagnie aeree hanno cambiato identità e/o certificati FAA e continuano a operare con un nome differente.
Per motivi di dimensioni, questo articolo è suddiviso in quattro parti:
- Lista di compagnie aeree defunte degli Stati Uniti (A-C)
- Lista di compagnie aeree defunte degli Stati Uniti (D-I)
- Lista di compagnie aeree defunte degli Stati Uniti (J-P)
- Lista di compagnie aeree defunte degli Stati Uniti (Q-Z)